# Bacu Longu
Il Bacu Longu è un fiume di 8 km che scorre a Tertenia, in Sardegna.

## Corso del fiume
Nasce dall'Arcu de Sàrrala a 424 m s.l.m. e sfocia nel Quirra.